# Samson Kiprono Barmao
Samson Kiprono Barmao (* 17. April 1982) ist ein kenianischer Marathonläufer.
Barmao gewann 2005 den Nairobi-Marathon in 2:12:14 Stunden. Im folgenden Jahr belegte er beim Rotterdam-Marathon den 22. Platz und blieb dann bei seinem zweiten Platz beim Eindhoven-Marathon mit 2:09:28 Stunden erstmals unter der 2:10-Stunden-Marke. 2007 und 2008 wurde er beim Paris-Marathon jeweils Siebter. 2009 belegte er beim Daegu-Marathon den dritten Platz und in Eindhoven den vierten Platz. Im folgenden Jahr wurde er in Daegu Siebter und beim Amsterdam-Marathon Siebzehnter. 2011 erreichte er beim Enschede-Marathon den vierten Platz und gewann den Köln-Marathon in neuer persönlicher Bestleistung von 2:08:56 Stunden.